# 狭間猛
狭間 猛（はざま たけし、1967年5月15日 - 2021年3月3日）は、日本のゴルフのティーチングプロ。熊本県菊池郡菊陽町出身。
九州学院高等学校卒業、2016年にゴルフ上達計画を設立。

## 来歴
1967年5月15日に生まれ、高校時代は野球部に所属。コスギリゾート阿蘇ハイランドゴルフコースの支配人に就任。独立し、ゴルフ上達計画を設立するなど活躍。2021年3月3日に死去。満53歳。